# Dragora GNU/Linux-Libre
Dragora GNU/Linux-Libre è una distribuzione GNU/Linux argentina scritta partendo da zero che condivide alcune somiglianze con Slackware. È una distribuzione orientata all'utenza desktop ma può essere utilizzata anche su workstation e server.
Dispone di un semplice gestore di pacchetti che potrebbe inizialmente risultare complesso per gli utenti neofiti ma che consente l'installazione, la rimozione, l'aggiornamento e la creazione di pacchetti.
Dragora si basa sul principio Keep it simple, stupid (KISS), al pari di Slackware, che invita ad astenersi dall'aumentare la complessità del sistema con aggiunte non strettamente necessarie. Questo per permette di ottenere un sistema forse meno intuitivo, a prima vista, ma più semplice da gestire perché meno complesso e più lineare.
A partire dalla sua versione 2.0,  Dragora, adotta Runit quale sistema di init.
Dragora GNU/Linux-Libre è stata inserita dalla Free Software Foundation, sul sito del progetto GNU, nella lista delle distribuzioni GNU/Linux completamente libere, ovvero distribuzioni GNU/Linux realizzate utilizzando esclusivamente software libero.
Dragora può essere scaricata dal sito ufficiale oppure acquistata su CD.

## Versioni rilasciate
La seguente lista dei rilasci include la data di rilascio e il nome in codice utilizzato.
- Dragora 1.0 Beta 1: 13 giugno 2008 - "hell".
- Dragora 1.0 Beta 2: 18 settembre 2008.
- Dragora 1.0 Release Candidate 1: 12 febbraio 2009.
- Dragora 1.0 Stable: 13 marzo 2009 - "starlight".
- Dragora 1.1 Release Candidate 1: 25 agosto 2009.
- Dragora 1.1 Stable: 8 ottobre 2009 - "stargazer".
- Dragora 2.0 Release Candidate 1: 24 gennaio 2010.
- Dragora 2.0 Release Candidate 2: 28 marzo 2010.
- Dragora 2.0 Stable: 13 aprile 2010 - "ardi".
- Dragora 2.1 Release Candidate 1: 4 dicembre 2010.
- Dragora 2.1 Stable: 31 dicembre 2010 - "dio".
- Dragora 2.2 Release Candidate 1: 2 marzo 2012.
- Dragora 2.2 Stable: 21 aprile 2012 - "rafaela".
- Dragora 3.0 Alpha 1: 31 dicembre 2017.
- Dragora 3.0 Alpha 2: 28 settembre 2018.
- Dragora 3.0 Beta 1: 16 ottobre 2019.
- Dragora 3.0 Beta 2: 26 aprile 2023.[4][11][12]